# Punjulharjo
Punjulharjo is een bestuurslaag in het regentschap Rembang van de provincie Midden-Java, Indonesië. Punjulharjo telt 1453 inwoners (volkstelling 2010).